# 马蹄沟繁缕
马蹄沟繁缕（学名：Elatine hydropiper）为沟繁缕科沟繁缕属下的一个种。